# Brede dovenetel
Brede dovenetel (Lamium confertum) is een eenjarige plant die behoort tot de lipbloemenfamilie (Lamiaceae).
De soort komt voor in Noord- en Noordwest-Europa, Portugal en op Sicilië. De soort staat op de Nederlandse Rode lijst van planten als zeldzaam en stabiel.

## Beschrijving
Brede dovenetel staat in kenmerken tussen paarse dovenetel en hoenderbeet in. Brede dovenetel wordt 7 tot 30 cm hoog. De plant bloeit met paarse bloemen van maart tot en met oktober. De vrucht is een splitvrucht.

## Groeiplaats
De brede dovenetel komt voor op open, vochtige, zeer voedselrijke grond in akkers, moestuinen en omgewerkte bermen.

## Verspreiding
Brede dovenetel is in Nederland zeldzaam en wordt waarschijnlijk vaak niet herkend. Niet verwonderlijk voor een soort waarvan de status lang omstreden was. In voorgaande edities van Heukels' Flora van Nederland staat brede dovenetel alleen in kleine lettertjes vermeld, met de opmerking dat er aanwijzingen zijn dat brede dovenetel de bastaard van bovengenoemde soorten is. Het landelijke verspreidingskaartje geeft mogelijk eerder inzicht in de verspreiding van de waarnemers die alert zijn op het voorkomen van brede dovenetel, dan dat het de daadwerkelijke verspreiding weergeeft.